# 655 هـ
655 هـ هي سنة في التقويم الهجري امتدت مقابلةً في التقويم الميلادي بين سنتي 1257 و1258.

## وفيات
- شجر الدر
- شرف الدين المرسي
- قيس بن منصور الداديخي